# Arctostaphylos catalinae
Arctostaphylos catalinae är en ljungväxtart som beskrevs av Philipp Vincent Wells. Arctostaphylos catalinae ingår i släktet mjölonsläktet, och familjen ljungväxter. Inga underarter finns listade i Catalogue of Life.

## Bildgalleri

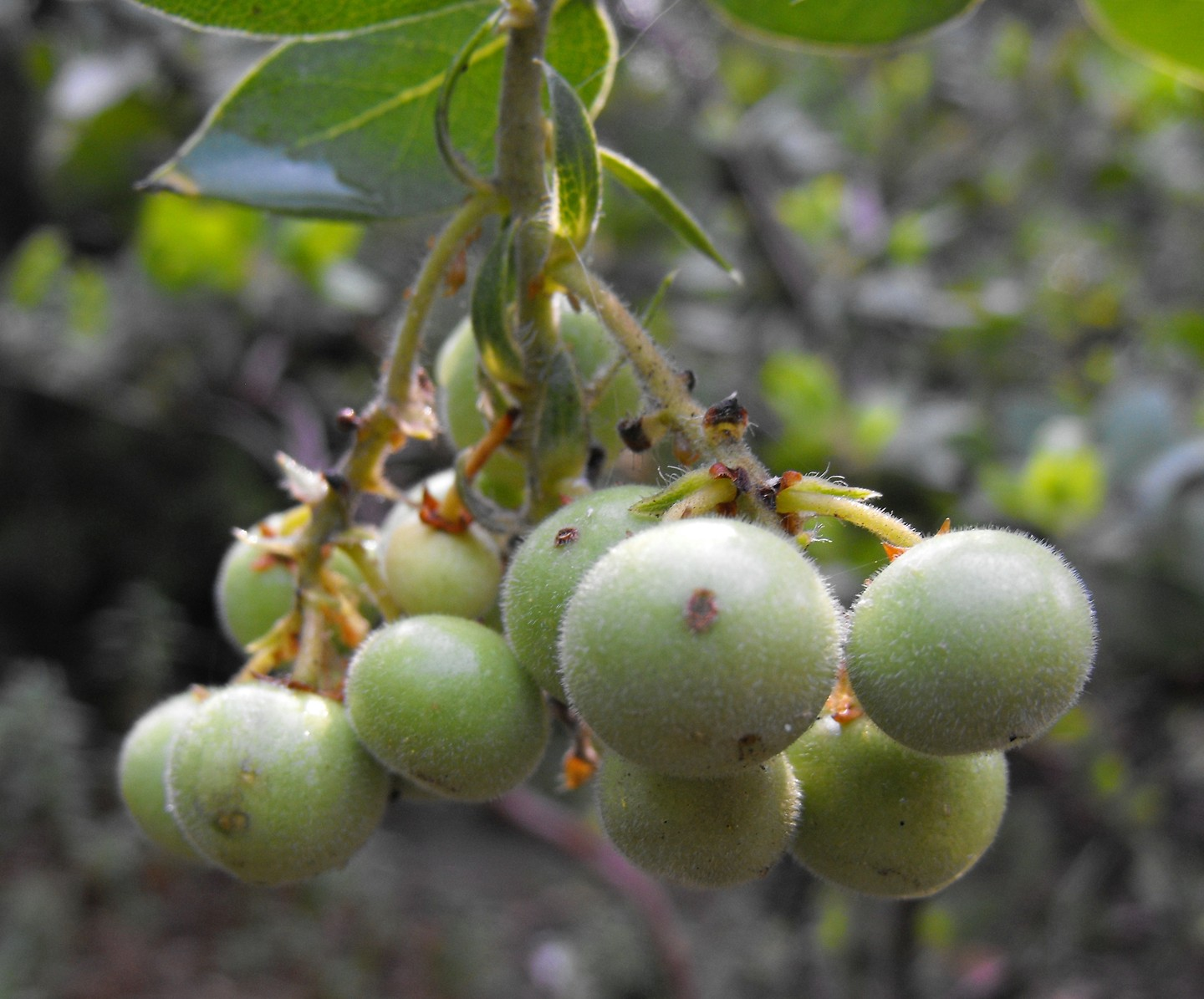
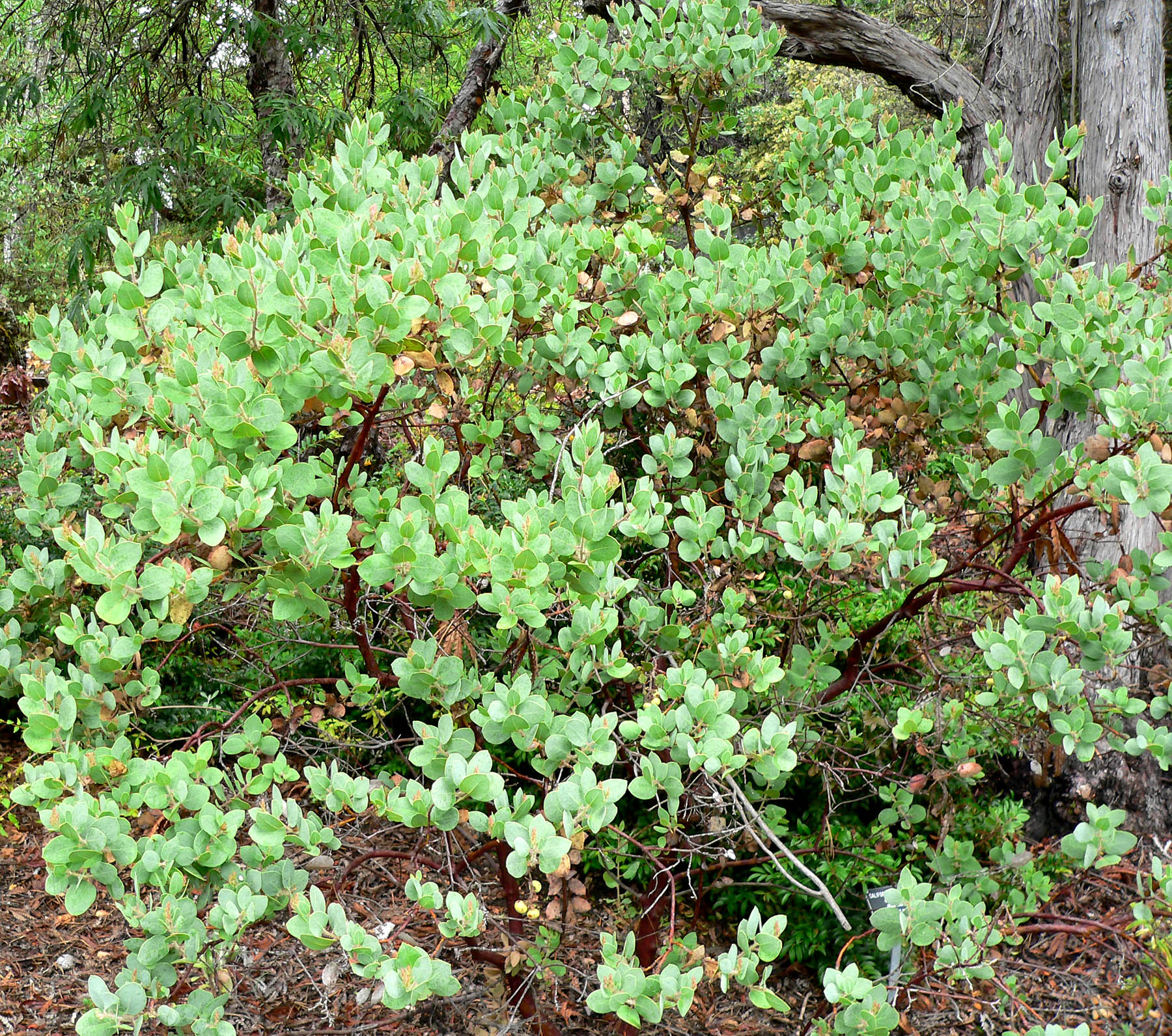
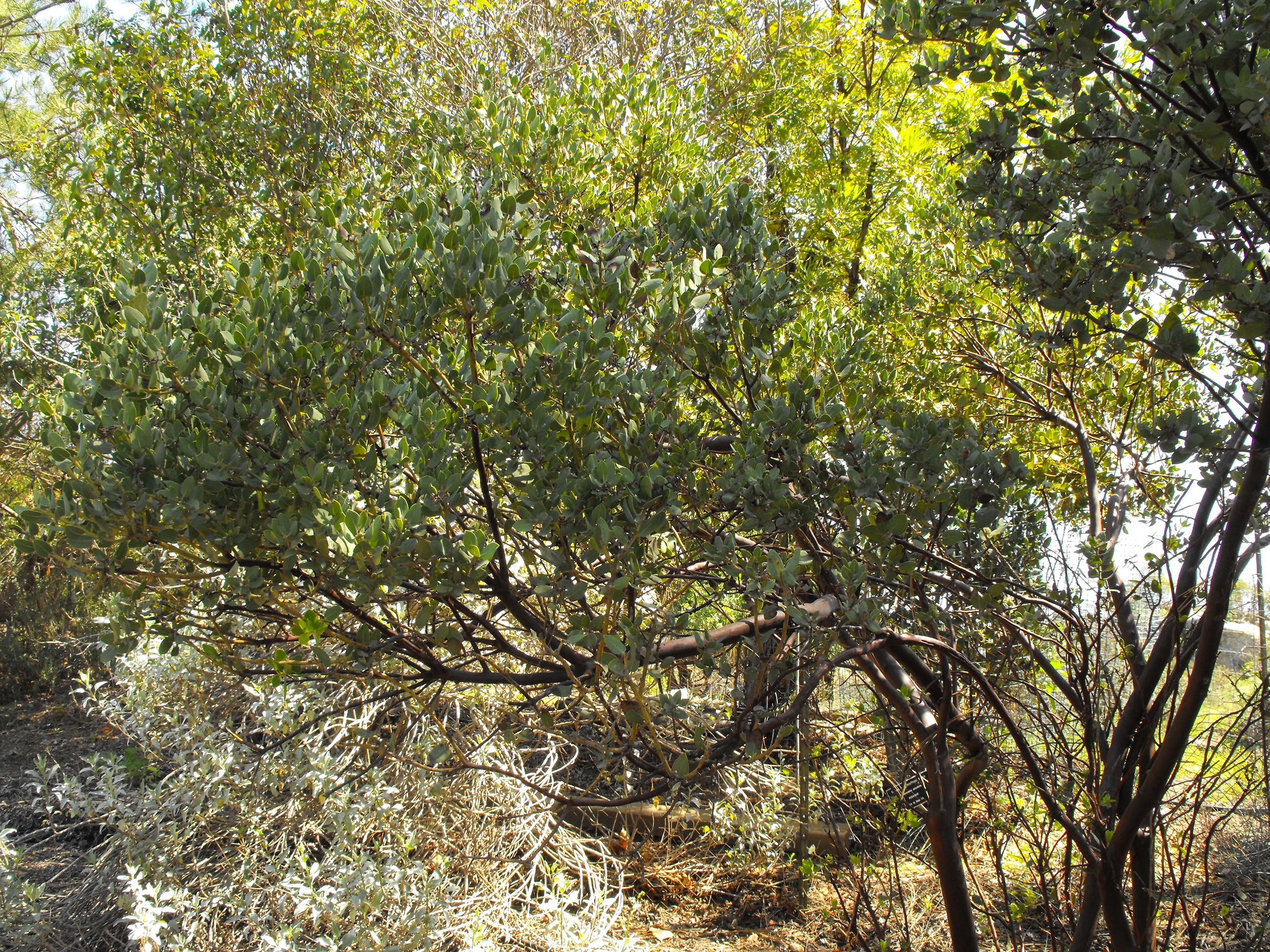
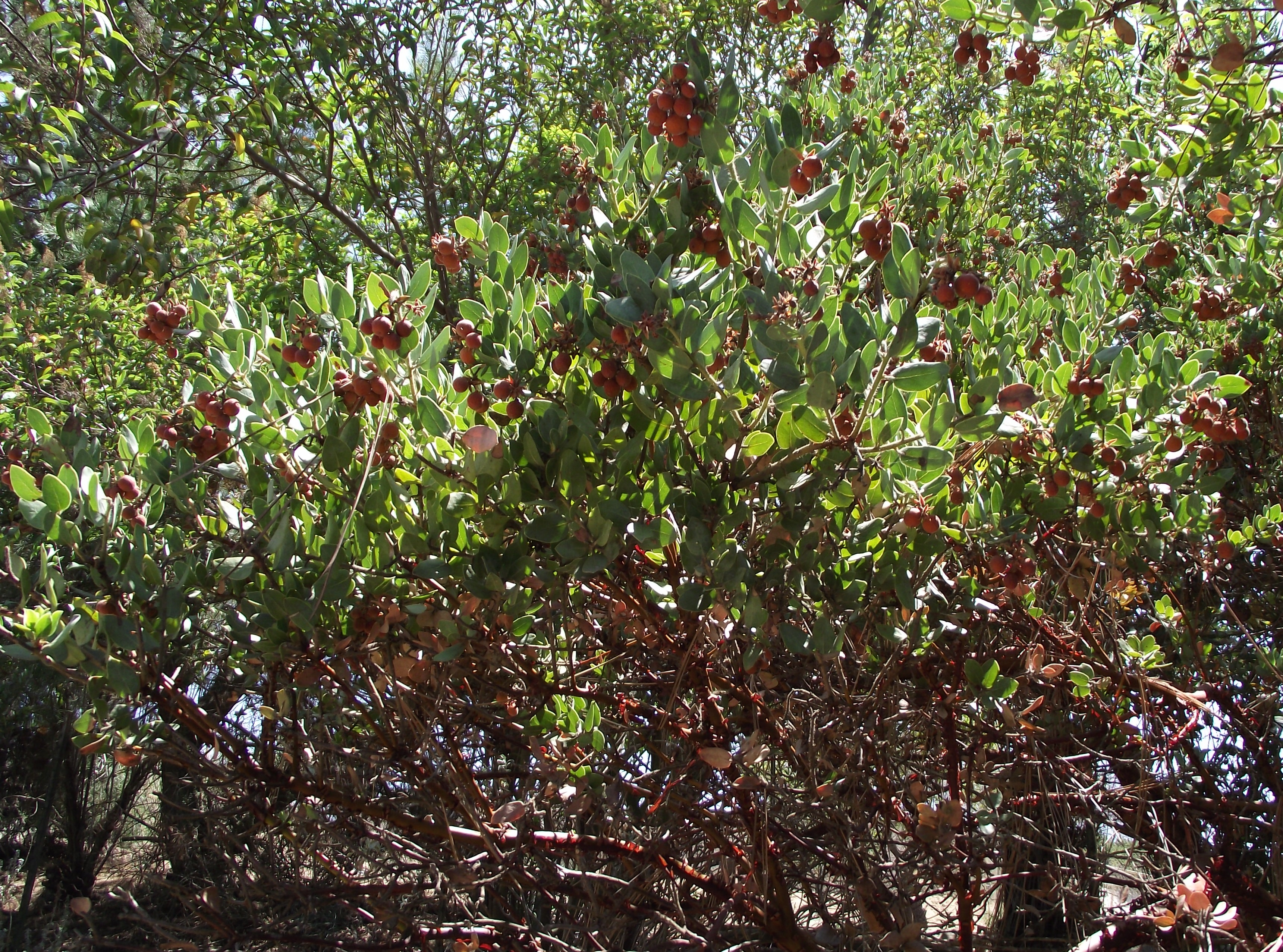
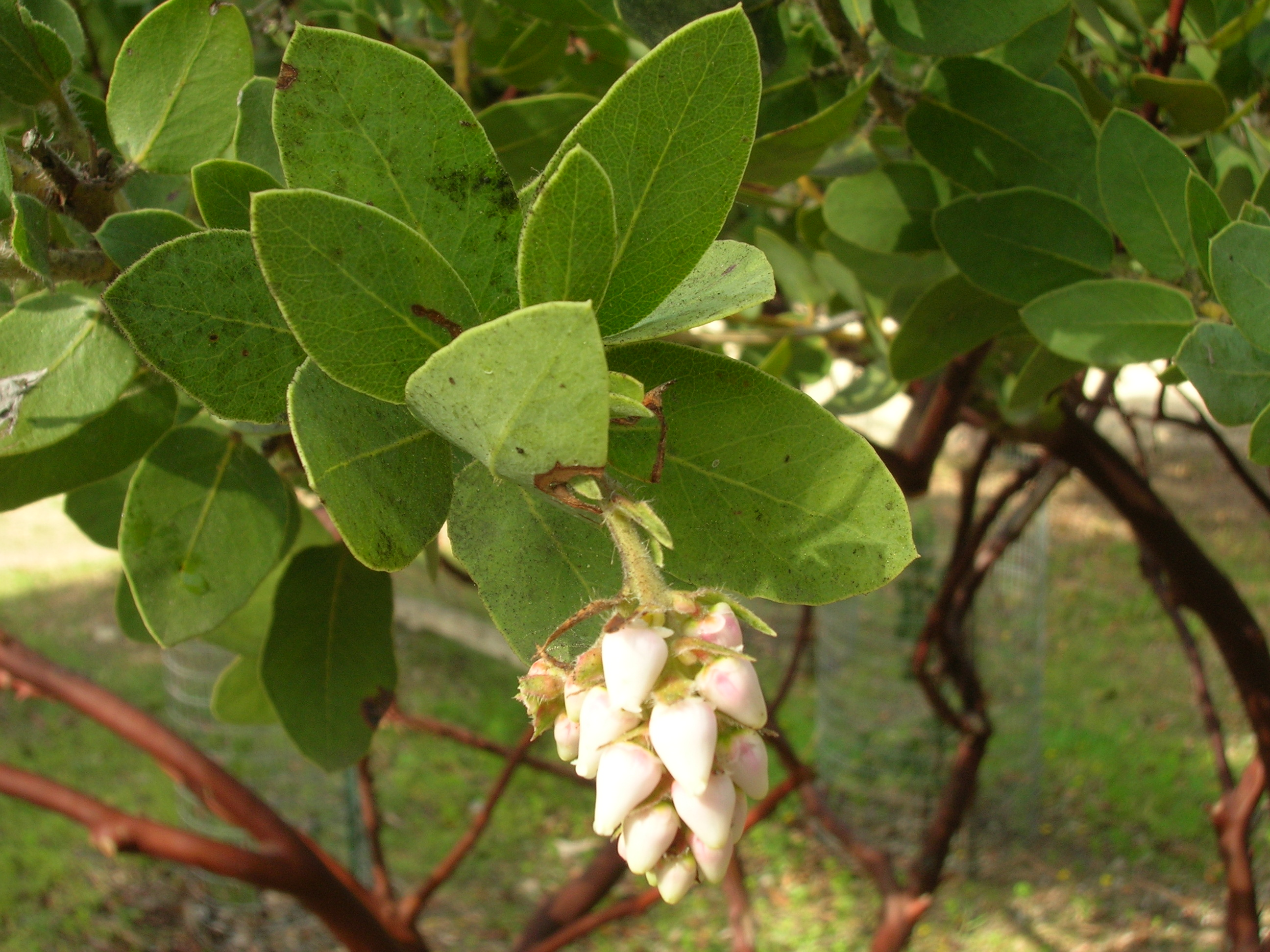